# Клод Макелеле
Клод Макелеле Синда (на френски: Claude Makélélé Sinda) е бивш френски футболист, който последно игра като дефанзивен халф за Пари Сен Жермен във френската Лига 1 и също действа като техен капитан. Преди присъединяването си към ПСЖ, Макелеле е играл за Нант (1992-1997), Олимпик Марсилия (1997-1998), Селта Виго (1998-2000), Реал Мадрид (2000-2003) и ФК Челси (2003-2008). Клод Макелеле се отказа от футбола след последния си сезон в ПСЖ през 2011 г. Считан е за образец за своя пост опорен халф.